# Wissem Bouzid
Wissem Bouzid (en arabe : وسام بوزيد), née le 18 décembre 2002 à Bagnolet, est une footballeuse internationale algérienne évoluant au poste de milieu de terrain au Thonon Évian GG.

## Biographie

### Carrière en club
Wissen Bouzid fait toute sa formation au Paris Saint-Germain. En 2021 elle signe en faveur de l'US Orléans, en D2 féminine. Le 19 juin 2023, après deux saisons passé au club, elle signe un contrat avec Le Mans FC.
En juillet 2025, Bouzid quitte Le Mans et s’engage au Thonon Évian GG en Seconde Ligue.

### Carrière en sélection
En octobre 2021, elle est appelée pour la première fois en équipe d'Algérie par la sélectionneuse nationale Radia Fertoul, pour participer à une double confrontation face au Soudan, dans le cadre des éliminatoires de la CAN 2022. Le 20 octobre 2021, elle honore sa première sélection en tant que titulaire et marque deux buts lors de la victoire historique 14 à 0 contre le Soudan,. Le match retour prévu le 26 octobre est finalement annulé à la suite du coup d'État au Soudan,.
En juillet 2023, elle est convoquée par le sélectionneur Farid Benstiti pour prendre part à un stage durant lequel la sélection affronte le Sénégal dans une double confrontation amicale.
Le 14 juillet 2023, elle est titulaire contre le Sénégal au Stade Lat-Dior à Thiès. Le match se solde par une défaite 3 à 1 des Algériennes.

## Statistiques

### Statistiques détaillées
| Saison                | Club                  | Championnat           | Championnat | Championnat | Coupe(s) nationale(s) | Coupe(s) nationale(s) | Algérie | Algérie | Total | Total |
| Saison                | Club                  | Division              | M.          | B.          | M.                    | B.                    | M.      | B.      | M.    | B.    |
| 2021-2022             | US Orléans            | Division 2            | 5           | 1           | 1                     | 0                     | 3       | 2       | 9     | 3     |
| 2022-2023             | US Orléans            | Division 2            | 19          | 1           | 1                     | 0                     | -       | -       | 20    | 1     |
| Sous-total            | Sous-total            | Sous-total            | 24          | 2           | 2                     | 0                     | 3       | 2       | 29    | 4     |
| 2023-2024             | Le Mans FC            | Division 2            | 11          | 0           | 2                     | 0                     | 2       | 0       | 15    | 0     |
| Total sur la carrière | Total sur la carrière | Total sur la carrière | 35          | 2           | 4                     | 0                     | 5       | 2       | 44    | 4     |

### En sélection

#### Matchs internationaux
Le tableau suivant liste les rencontres de l'équipe d'Algérie dans lesquelles Wissem Bouzid a été sélectionnée depuis le 20 octobre 2021 jusqu'à présent.

#### Buts internationaux
| 0   | Date            | Lieu                              | Compétition      | Résultat | Adversaire | Détail | Détail         | Détail | Sél. |
| --- | --------------- | --------------------------------- | ---------------- | -------- | ---------- | ------ | -------------- | ------ | ---- |
| 1er | 20 octobre 2021 | Stade Omar-Hamadi, Alger, Algérie | Qualifs CAN 2022 | V 14-0   | Soudan     | 17e    | du pied gauche | 5-0    | 1er  |
| 2e  | 20 octobre 2021 | Stade Omar-Hamadi, Alger, Algérie | Qualifs CAN 2022 | V 14-0   | Soudan     | 18e    | du pied droit  | 6-0    | 1er  |